# 53 West 53
53 West 53, kallas även 53W53 och Tower Verre, är en skyskrapa som ligger i stadsdelen Billionaires' Row på Manhattan i New York, New York i USA..
Byggnaden uppfördes mellan 2015 och 2019 som en fastighet primärt för bostäder men också för museumverksamhet. Den är 320,04 meter hög och har 73 våningar.